# Karangsari (Pakenjeng)
Karangsari is een bestuurslaag in het regentschap Garut van de provincie West-Java, Indonesië. Karangsari telt 4890 inwoners (volkstelling 2010).